# Académico de Viseu FC
Der Académico de Viseu FC ist ein Fußballverein aus der portugiesischen Stadt Viseu. Seine erste Herren-Mannschaft stieg 2013 erstmals in die zweithöchste Liga des Landes auf, die Segunda Liga.

## Geschichte
Anfang des 20. Jahrhunderts gründeten Gymnasiasten der Schulen Escola Secundária Alves Martins und Colégio da Via Sacra den Verein zunächst informell, doch bereits unter seinem heutigen Namen. Der ausgewählte Vereinsname Académico wies einerseits auf die Ambitionen ihrer Gründer, andererseits bezog er sich schlicht auf die Eigenschaft seiner Gründer und Mitglieder, da in Portugal der Begriff des Studenten (port.: estudante), damals noch stärker als heute, auch für Schüler außerhalb von Universitäten galt.
Das erste Spiel als regulärer Fußballverein datiert vom 7. Juni 1914, als man auf dem heimischen Sportplatz Campo de Viriato gegen einen Klub aus Tondela antrat. Seither gilt 1914 als das Gründungsjahr des Vereins.
Der nominell größte Erfolg in der bisherigen Vereinsgeschichte ist die Meisterschaft der Vierten Portugiesischen Liga, der IIIª Divisão, am Ende der Saison 2011/2012. Der Verein stieg auf, und bereits zum Abschluss der Saison 2012/2013 war er Drittplatzierter der Dritten Portugiesischen Liga, der IIª Divisão, und er stieg erstmals in seiner Geschichte in die Zweite Portugiesische Liga auf, die Segunda Liga (ehemals Liga de Honra). Sportlich ist dies der bisher größte Erfolg des Vereins.
Wie die deutschen Sport-Zeitschriften „kicker“ in dessen Ausgabe vom 25. August 2021 und „11 Freunde“ in der Ausgabe des 5. Oktober 2021 berichteten, hat der Mäzen Dietmar Hopp, von der TSG 1899 Hoffenheim den portugiesischen Verein Academico de Viseu gekauft. Die Rhein-Neckar-Zeitung veröffentlichte am 4. Oktober 2021 den Artikel „Dietmar Hopp will es wissen und hat große Pläne“, die TSG Hoffenheim solle sich in Zukunft regelmäßig für die europäischen Wettbewerbe qualifizieren und davor können sich beispielsweise brasilianische Spieler davor bei Académico Viseu an den europäischen Fußball gewöhnen, um anschließend den Weg in die Bundesliga zu schaffen. Hopp besitzt somit über seine Firma HOBRA GmbH & Co. KG 51 % an Académic Viseu. Über die deutsche Spielerberater Agentur Rogon von Roger Wittmann sind in der Saison 2022/23 4 Spieler bei Académico unter Vertrag gekommen. Mit Arthur Chaves wechselte Ende August 2024 erstmals ein Spieler direkt von Académic Viseu zur 1. Mannschaft der Hoffenheimer.

## Weitere Sportarten
Neben Fußball werden im Verein noch Handball (port.: Andebol), Schwimmen (Natação), Leichtathletik (Atletismo) und Sportangeln (Pesca desportiva) betrieben.

## Kader 2024/25
Stand: 17. Oktober 2024
| Nr. |               | Position | Name               |
| --- | ------------- | -------- | ------------------ |
| 2   | Griechenland  | AB       | Nikolaos Michelis  |
| 3   | Portugal      | AB       | João Pinto         |
| 4   | Portugal      | AB       | André Almeida      |
| 6   | Brasilien     | AB       | Kauã Vinicius      |
| 7   | Brasilien     | ST       | Yuri Araújo        |
| 8   | Mali          | MF       | Samba Koné         |
| 9   | Portugal      | ST       | Diogo Almeida      |
| 10  | Guinea-Bissau | MF       | Famana Quizera     |
| 11  | Frankreich    | ST       | Gautier Ott        |
| 12  | Argentinien   | TW       | Fede Gomes         |
| 14  | Deutschland   | MF       | Soufiane Messeguem |
| 16  | Guinea-Bissau | MF       | Sori Mané          |
| 17  | Spanien       | ST       | Nils Mortimer      |
| 18  | Turkei        | MF       | Cihan Kahraman     |

| Nr. |                | Position | Name              |
| --- | -------------- | -------- | ----------------- |
| 23  | Mali           | ST       | Issoufi Maïga     |
| 25  | Elfenbeinküste | AB       | Mohamed Aidara    |
| 26  | Osterreich     | ST       | Daniel Nussbaumer |
| 28  | Portugal       | AB       | Miguel Bandarra   |
| 33  | Brasilien      | ST       | André Clóvis      |
| 34  | Argentinien    | ST       | Alan Marinelli    |
| 52  | Portugal       | AB       | Francisco Machado |
| 55  | Portugal       | AB       | Henrique Gomes    |
| 58  | Brasilien      | TW       | Matheus Sampaio   |
| 66  | Brasilien      | AB       | Igor Milioransa   |
| 72  | Portugal       | AB       | Júlio Gil         |
| 75  | Slowenien      | TW       | Domen Gril        |
| 77  | Portugal       | AB       | Paulinho          |
| 88  | Brasilien      | AB       | Marquinho         |

## Erfolge
- Aufstieg in die Segunda Liga 2013